# Xã Gladstone, Quận LaMoure, Bắc Dakota
Xã Gladstone (tiếng Anh: Gladstone Township) là một xã thuộc quận LaMoure, tiểu bang Bắc Dakota, Hoa Kỳ. Năm 2010, dân số của xã này là 51 người.